# Jean-Baptiste Wicar
Jean-Baptiste Joseph Wicar, dit le Chevalier Wicar, est un peintre néo-classique et collectionneur d'art français, né à Lille le 22 janvier 1762, et mort à Rome le 7 février 1834.

## Biographie

### Le peintre
Fils d'un menuisier-ébéniste (qu'il aide dans son atelier jusqu'à l'âge de 11 ans), il fut en 1773, grâce à la protection d'un certain d'Hespel,,  (César Hespel de Guermanez, de la Famille D'Hespel), élève de l'école publique gratuite de dessin de sa ville natale auprès, notamment, de Louis-Jean Guéret. À 18 ans, il a déjà copié plusieurs tableaux de ce qui tenait lieu de musée à Lille. Ses talents sont remarqués et, financé par la ville de Lille, il part approfondir ses dons à Paris dans l'atelier du graveur Jacques-Philippe Le Bas, puis dans celui de Jacques-Louis David, à qui il a été présenté par un camarade peintre, Jacques-François-Joseph Roland (1757-1804), frère du sculpteur Philippe-Laurent Roland.
En 1784, il remercie la ville de Lille en lui offrant son premier tableau d'histoire, intitulé Joseph expliquant les songes, tableau si bien exécuté que la ville lui offre 640 florins et que — selon Gonse — David fut obligé d'attester de la main du jeune Wicar tant le travail était maîtrisé. Cette même année, il part accompagner David en Italie, avec un autre peintre de son école, Jean-Germain Drouais. Il y entreprend et termine un travail important de copies, soit 400 tableaux, 300 camées, 90 bustes et 50 portraits choisis dans le musée des Offices et la galerie de Florence. De retour à Paris avec David en 1785, il décide de céder ses dessins à un groupe d'éditeurs et artistes, Marivest, Lacombe et Dejoubert, en les chargeant de la direction artistique et commerciale de la publication d'un recueil gravé intitulé « Tableaux, statues, bas-reliefs et camées de la Galerie de Florence et du palais Pitti » ; il le sera en quatre volumes à Paris chez Lacombe, de 1789 à 1807 après que les meilleurs graveurs de l'époque (dont le Lillois Masquelier) les eurent reproduits sur des plaques de cuivre.
Wicar retournera ensuite souvent en Italie.
De retour à Paris en 1793, il est nommé conservateur de la section des antiques au Museum central des Arts (avec un traitement de 2 400 livres). Il dirige alors la commission chargée de saisir les œuvres d'art des Pays-Bas autrichiens : un premier convoi quitte Anvers le 11 août 1794, emportant notamment des toiles de Rubens destinées au Louvre.
En 1794, il dénonce à la Société républicaine des arts Louis-Léopold Boilly qui avait peint des scènes galantes.
L'artiste retourne en Italie en 1795. En 1797, il est membre de la commission des sciences et des arts lors de la campagne d’Italie, à la suite du général Bonaparte. Cette commission est chargée de saisir les œuvres d’art susceptibles d’enrichir les collections des musées nationaux. Il séjourne alors à Florence, Bologne, Naples et Milan.
Libéré de cette mission, il part à Rome en 1800 et s'y établit définitivement, à l'exception d'un bref passage à Naples, de 1806 à 1809, période pendant laquelle il est directeur de l'Académie des beaux-arts de Naples. Au cours de cette seconde partie de sa carrière, il devient un riche et brillant portraitiste, de réputation européenne, ainsi qu'un collectionneur. Lors de ses séjours à Florence, il s'était déjà créé une première collection avec la chance d'avoir pu acheter l'ensemble de la « collection Fedi », mais il l'a pour tout ou partie vendue aux marchands anglais Woodburn (11 000 écus romains), qui constitueront ensuite une partie du fonds de la collection de Thomas Lawrence puis d'Oxford.
Profitant de la situation politique et économique instable, il s'est ensuite constitué une nouvelle collection, toujours en Italie.
À sa mort, Wicar légua sa fortune à la ville de Lille, ce qui inclut un immeuble romain situé à proximité de la via del Corso (rue del Vantaggio), qu'il destinait à l'hébergement de deux pensionnaires boursiers choisis par la ville de Lille (un peintre et un sculpteur) pendant quatre ans.
La fondation Wicar qui en résulte est encore active aujourd'hui.
Il légua aussi sa collection personnelle, exceptionnelle, de dessins (dessins personnels et de nombreux autres artistes tels que Filippino Lippi, Andrea Mantegna, Sandro Botticelli, Giulio Francia, Andrea del Sarto, Fra Bartolomeo, Michel-Ange, Raphaël, Poussin et David) à la société des sciences, de l'agriculture et des arts de Lille, qui l'avait nommé membre correspondant, et dont il avait reçu, à titre de souvenir amical, un exemplaire de la collection complète de ses mémoires. Outre des dessins, il possédait aussi quelques objets d'arts précieux dont des bas-reliefs de Donatello et une « Tête de cire » qualifiée d'« irrésistible séduction » et de « joyau unique » par l'historien de l'art Louis Gonse.
Après avoir reçu cet héritage, la société des sciences en abandonna immédiatement à la ville de Lille la nue-propriété à condition que la municipalité se charge de payer les frais de succession, de transport, d'entretien, d'installation et de conservation, la société se réservant toutefois la garde et l'administration de la collection.
Son exécuteur testamentaire a été Joseph Carattoli qui fut à la fois son ami et son élève.

### Le collectionneur

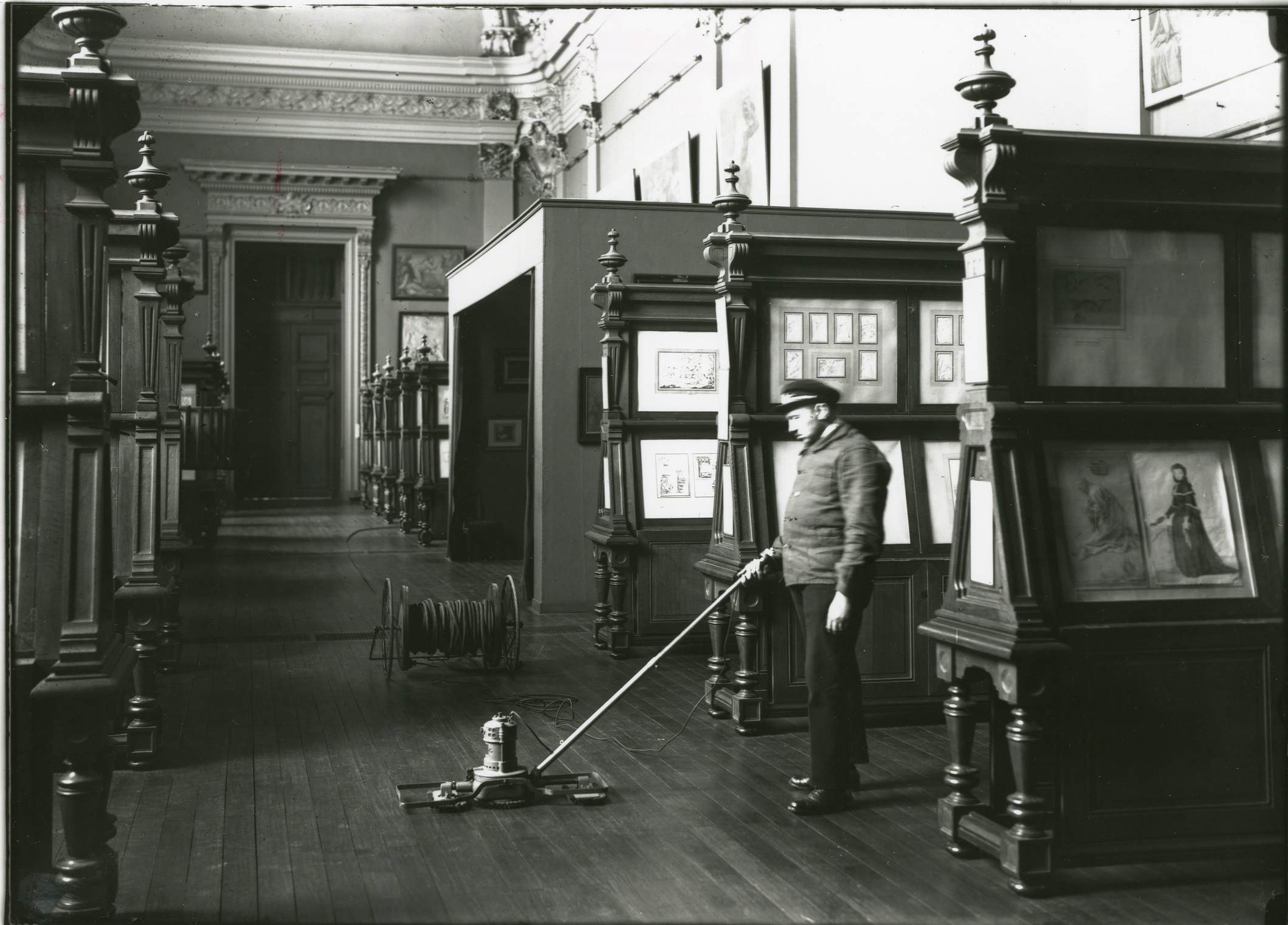
La galerie dite "Wicar" en 1935, à l'étage du Palais des Beaux-Arts de Lille

Il légue aussi à la Société des sciences, de l'agriculture et des arts de Lille, une très importante collection de dessins d'art. Riche de 1 300 œuvres provenant pour la plupart de l’école italienne, mais également dans une moindre mesure des écoles du Nord, elle comprend des dessins d'artistes aussi notoires que Raphaël, Albrecht Dürer, Lucas Cranach l'Ancien, Nicolas Poussin et Jacques-Louis David. Le fonds Wicar a intégré depuis les collections du palais des beaux-arts de Lille, dont il constitue l'un des joyaux. Il lui lègue également une Tête de cire qui sera jusqu'à la veille de la seconde guerre mondiale l'une des pièces les plus fameuses du musée.

## Œuvres

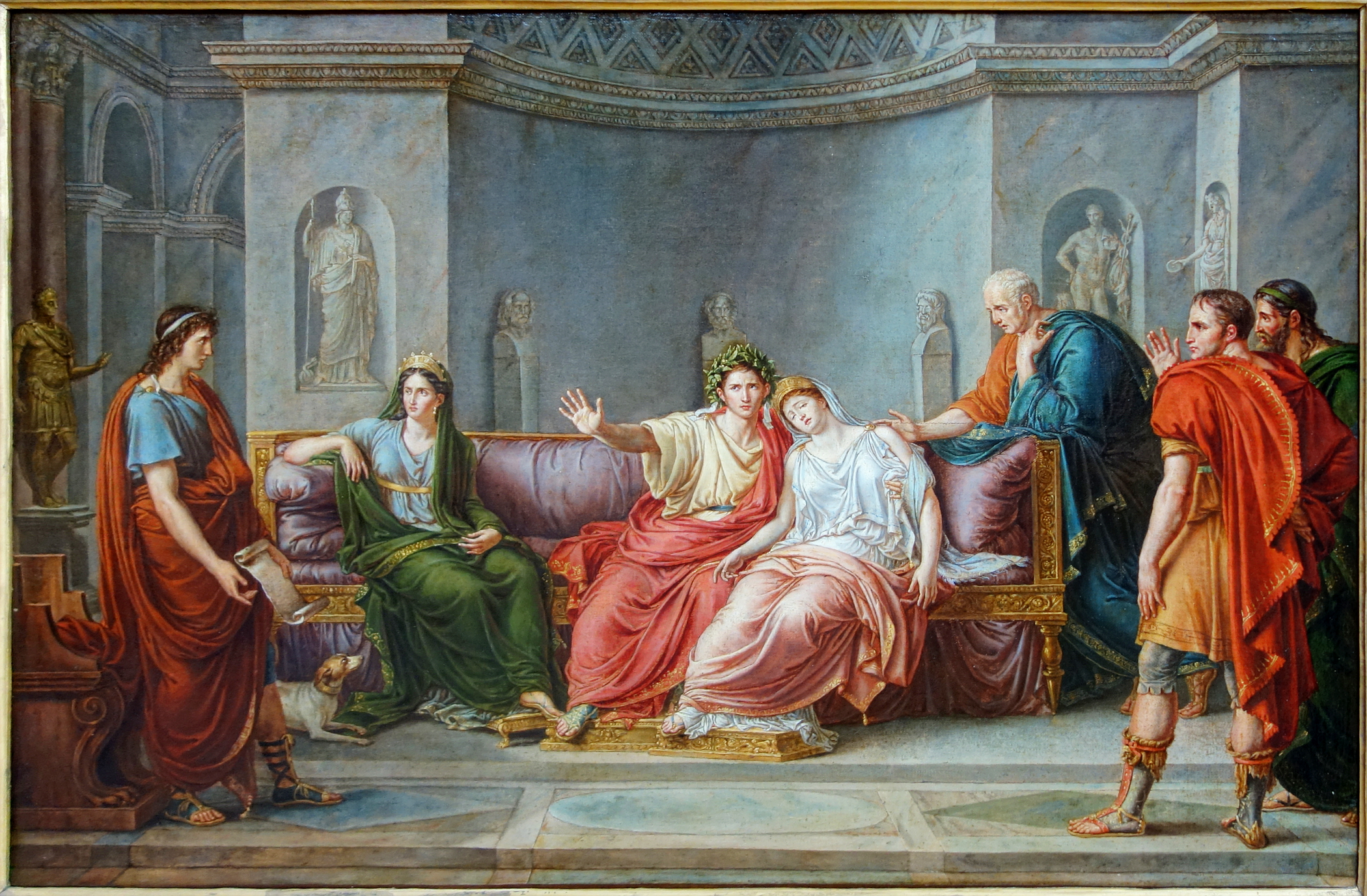
Virgile lisant l'Énéïde devant Auguste et Livie, palais des beaux-arts de Lille.

Les fonds les plus importants des œuvres de Wicar se trouvent à l'Accademia di belle arti Pietro Vannucci de Pérouse et au musée napoléonien de Rome. On en trouve aussi à :
- Boutigny-sur-Essonne, église : Saint-Jean Baptiste, Saint-Sébastien, huiles sur toile ;
- Naples, musée Capodimonte : Portrait de Marie-Julie Bonaparte et de ses filles, Zénaïde et Charlotte, huile sur toile ;
- Paris, musée du Louvre : Portrait de Jacques-Louis David, huile sur toile ;
- Lille, palais des beaux-arts : La Résurrection du fils de la veuve de Naïm, Portrait du général Murat, Virgile lisant l'Énéïde devant Auguste et Livie, huiles sur toile, et un fonds considérable de dessins de l'artiste ;
- Dijon, musée Magnin : Portrait de Luigi Fantuzzi di Belluno, huile sur toile ;
- Musée de la Révolution française de Vizille : La République française, huile sur toile, première représentation peinte connue de la République française[6].

### Dessins
- Monument à Jean-Germain Drouais, graphite et rehauts de craie blanche, H. 0,535 ; L. 0,293 m[7]. Paris, Beaux-Arts de Paris[8]. Wicar et Drouais étaient tous deux élèves de David. Le premier réalise ce dessin d'après le monument élevé par les pensionnaires du palais Mancini en hommage à leur ami décédé prématurément. Wicar l'offre à David, son ancien maître, qui le remercie dans une lettre datée du 14 juin 1789 où il lui exprime sa reconnaissance éternelle pour ce geste. Le dessin, d'une grande finesse d'exécution, transcrit avec fidélité la délicatesse de la sculpture de Michallon.